# Cantón de Alenzón-3
El cantón de Alenzón-3 era una división administrativa francesa, que estaba situada en el departamento de Orne y la región de Baja Normandía.

## Composición
El cantón estaba formado por siete comunas, más una fracción de la comuna que le daba su nombre:
- Alenzón (fracción)
- Cerisé
- Forges
- Larré
- Radon
- Semallé
- Valframbert
- Vingt-Hanaps

## Supresión del cantón de Alenzón-3
En aplicación del Decreto nº 2014-247 de 25 de febrero de 2014, el cantón de Alenzón-3 fue suprimido el 22 de marzo de 2015 y sus 8 comunas pasaron a formar parte; cinco del nuevo cantón de Radon, dos del nuevo cantón de Alenzón-1 y una del nuevo cantón de Cerisé.